# Kościół Mariacki w Beeskowie
Kościół Mariacki (niem. Marienkirche) – protestancka świątynia znajdująca się w niemieckim mieście Beeskow, w kraju związkowym Brandenburgia.

## Historia
Budowę kościoła rozpoczęto między 1370 a 1380 rokiem, w połowie XV wieku rozpoczęto budowę korpusu nawowego, a sklepienia ukończono ok. 1500 roku. Świątynię konsekrowano w 1511, lecz w 1512 i 1513 została ona zniszczona przez pożary, zniszczenia naprawiono w 1523. 8 czerwca 1700 kościół został dwukrotnie trafiony piorunem, w wyniku czego zginęło 5 osób. Kościół ponownie spłonął podczas II wojny światowej, a następnie częściowo się zawalił. W latach 1951–1952 odrestaurowano południową nawę i zakrystię. W 1976 rozpoczęto prace zabezpieczające zniszczoną świątynię, a w 1991 rozpoczęto odbudowę kościoła, zakończoną w 2002 rekonstrukcją hełmu wieży.

## Architektura i wyposażenie
Świątynia gotycka, o układzie halowym. Długa na ok. 60 m, szeroka na prawie 34 m, a wieża do krenelażu ma wysokość 47 m. Większość oryginalnego wyposażenia została zniszczona podczas II wojny światowej. Wnętrze zdobi przeniesiony z Herzbergu późnogotycki ołtarz, XVII-wieczny krucyfiks ołtarzowy i organy z 1965 wykonane w warsztacie Alexander Schuke Potsdam Orgelbau. Prócz tego w zakrystii znajdują się freski z ok. 1400 roku.

## Galeria

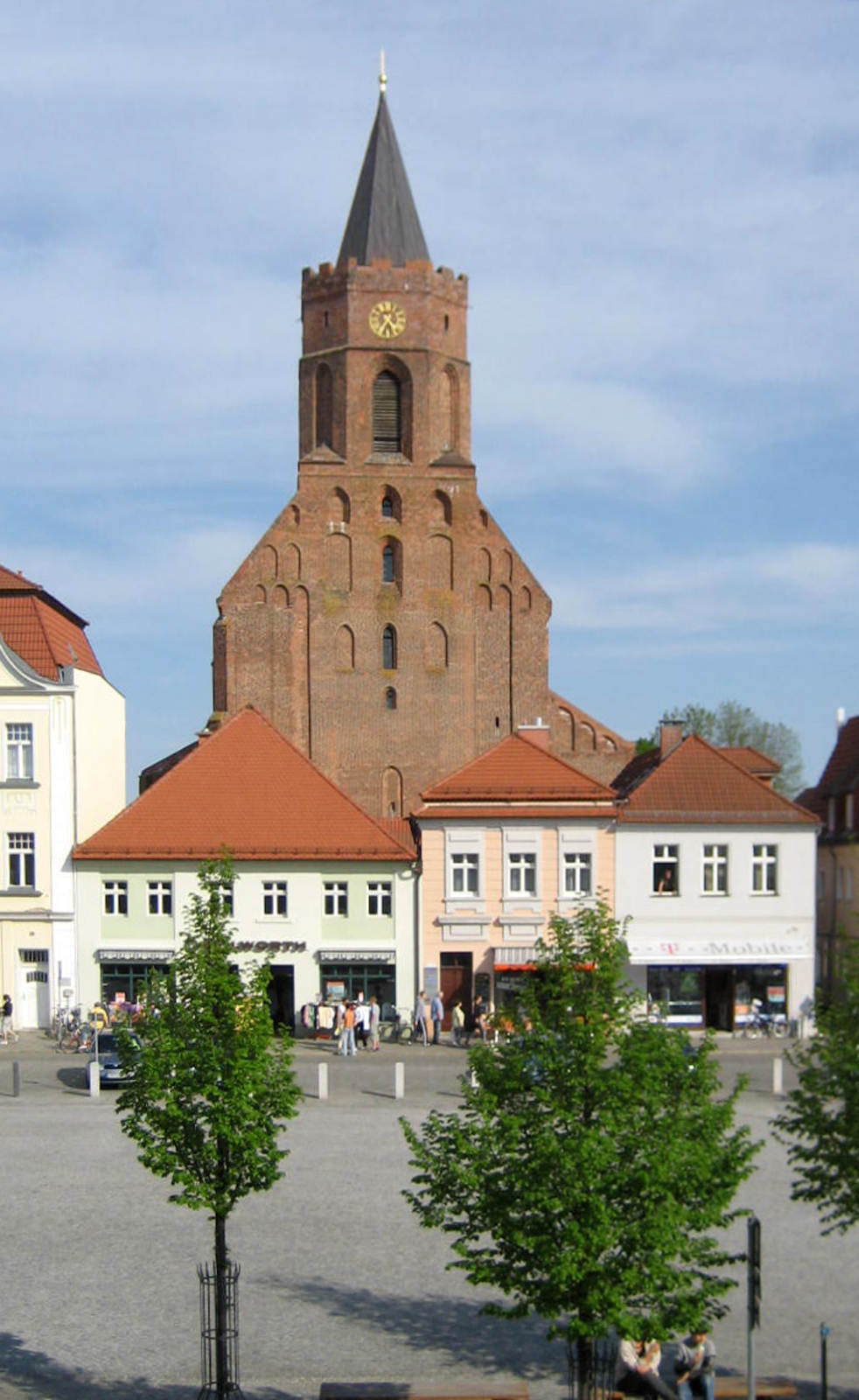
Fasada, widok z Marktu
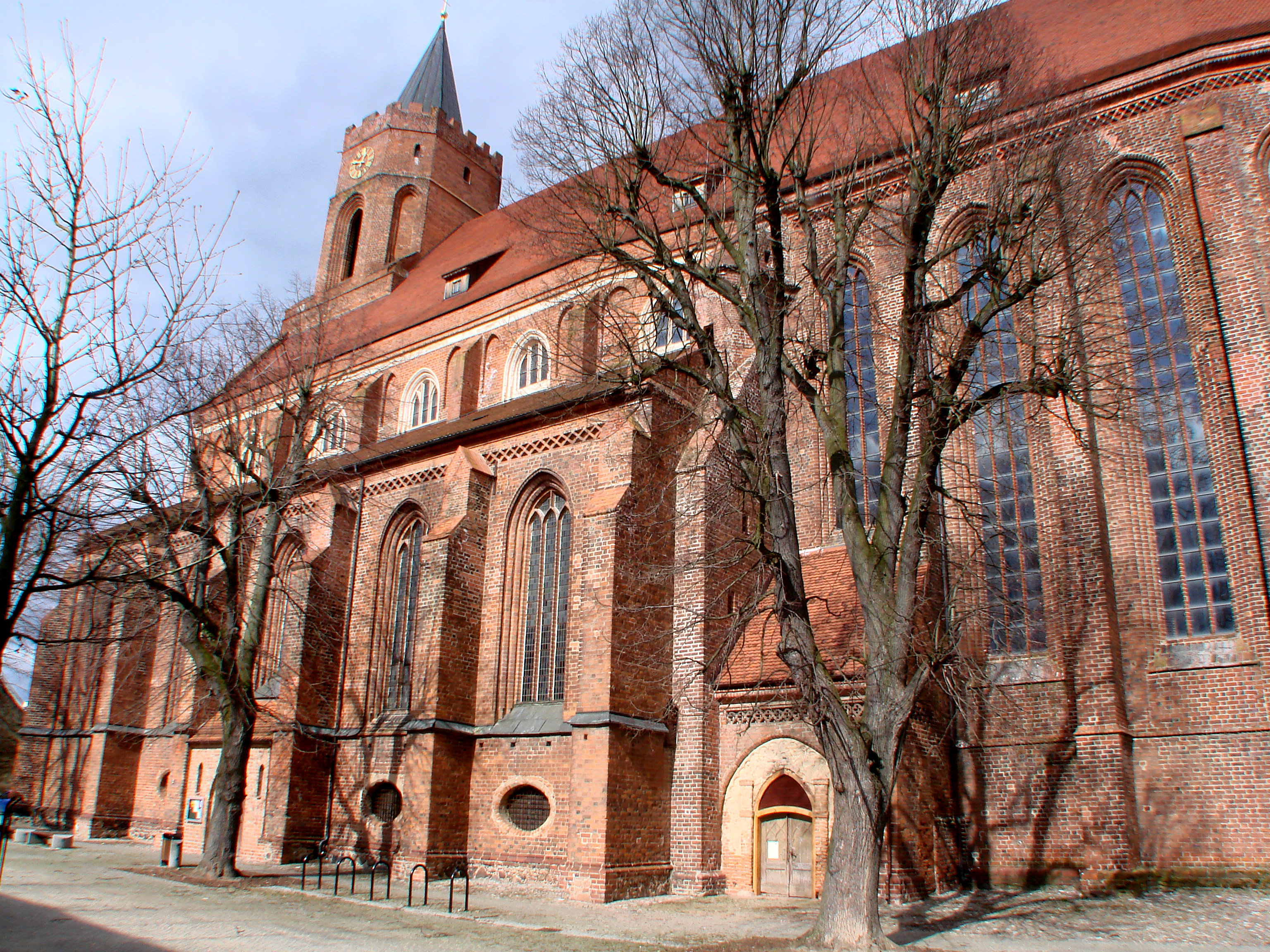
Elewacja południowa
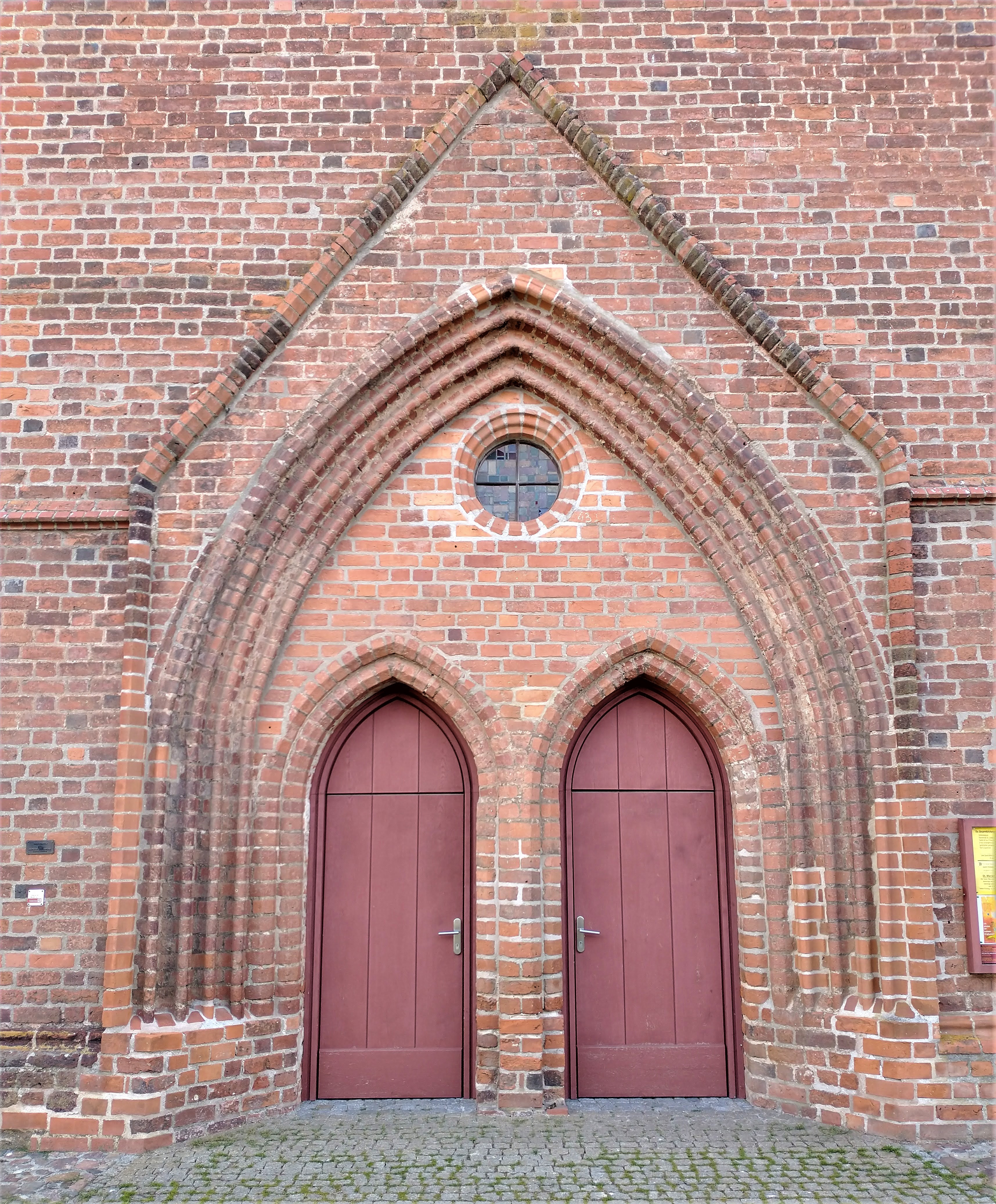
Portal
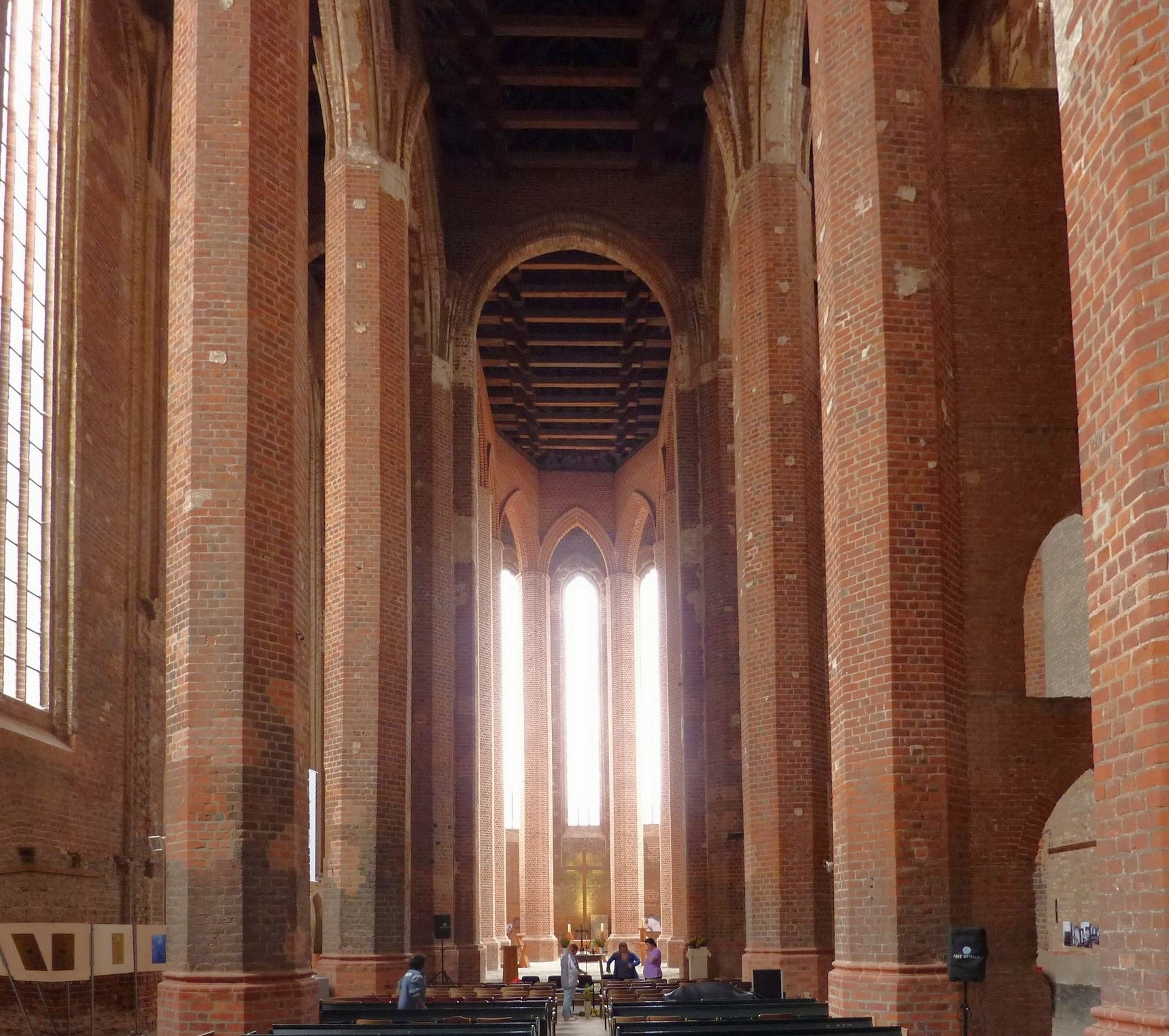
Wnętrze
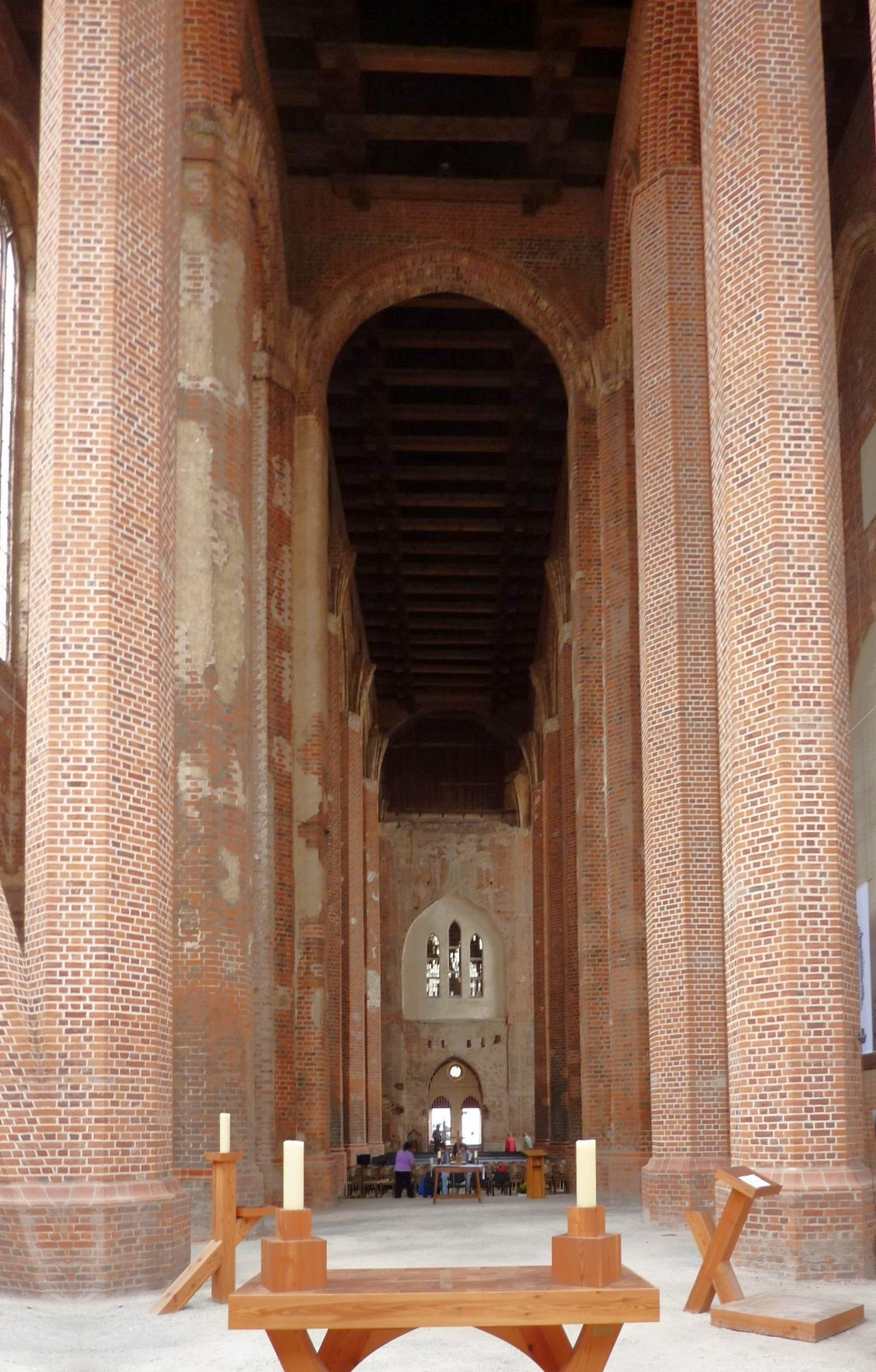
Wnętrze, widok z prezbiterium na zachód
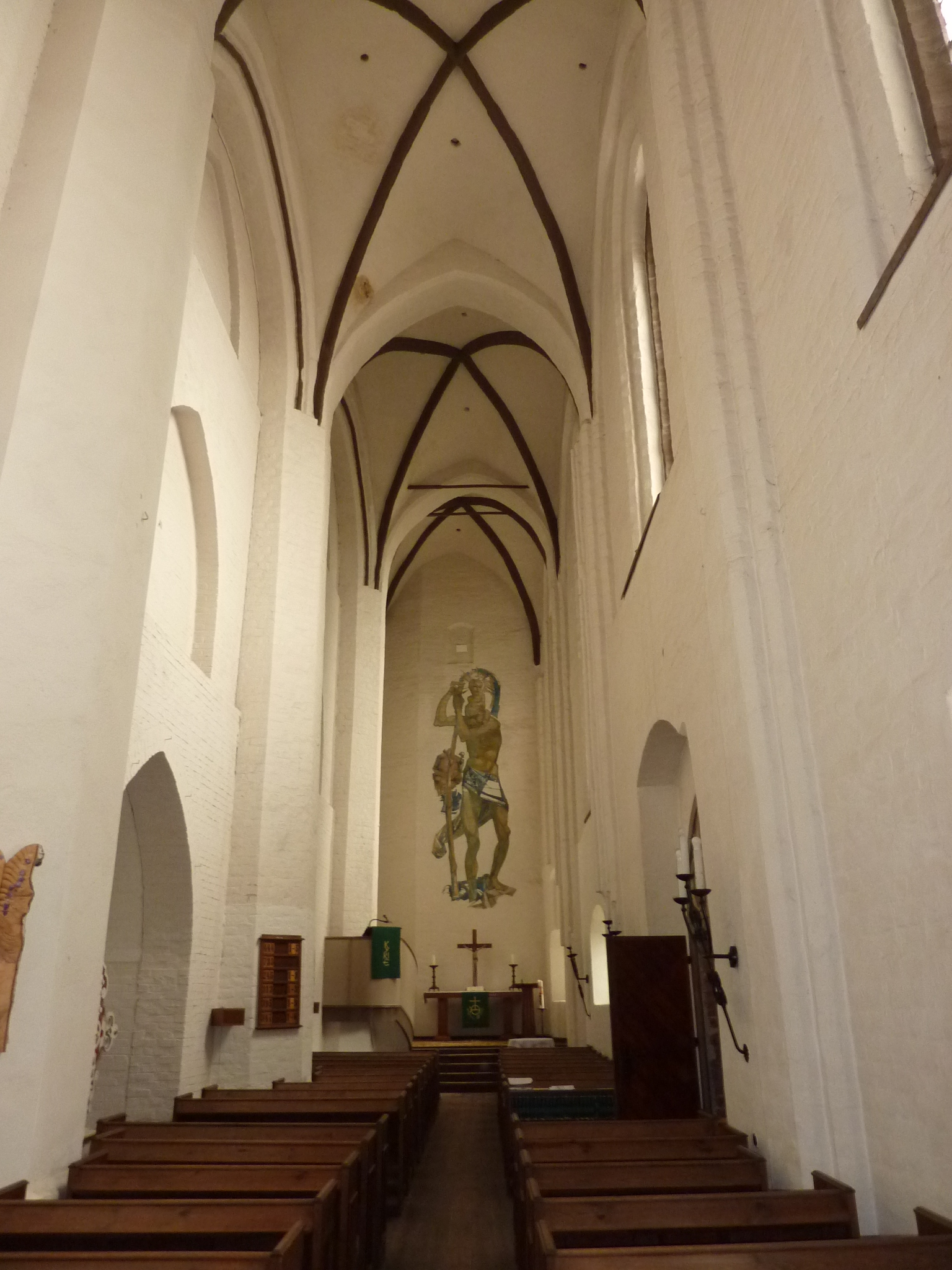
Południowa nawa, odbudowana w latach 50. XX w.